# Immetalia angustiplaga
Immetalia angustiplaga är en fjärilsart som beskrevs av Rothschild 1896. Immetalia angustiplaga ingår i släktet Immetalia och familjen nattflyn. Inga underarter finns listade i Catalogue of Life.